# Diseleniuro de wolframio
El diseleniuro de wolframio es un compuesto inorgánico de fórmula WSe2. El compuesto adopta una estructura cristalina hexagonal similar a la del disulfuro de molibdeno. Los átomos de wolframio están unidos covalentemente a seis ligandos de selenio en una esfera de coordinación prismática trigonal, mientras que cada selenio está unido a tres átomos de wolframio en una geometría piramidal. El enlace tungsteno-selenio tiene una longitud de 0,2526 nm, y la distancia entre los átomos de selenio es de 0,334 nm.Es un ejemplo bien estudiado de material en capas. Las capas se apilan mediante interacciones de van der Waals. El WSe2 es un semiconductor muy estable del grupo de los dicalcogenuros de metales de transición VI.

## Estructura y propiedades
El polimorfo hexagonal (P63/mmc) 2H-WSe2 es isotípico con el MoS2 hexagonal. La estructura reticular bidimensional tiene W y Se dispuestos periódicamente en capas con simetría hexagonal. Al igual que en el grafito, las interacciones de van der Waals mantienen las capas unidas; sin embargo, las capas 2D en WSe2 no son atómicamente finas. El gran tamaño del catión W hace que la estructura reticular del WSe2 sea más sensible a los cambios que la del MoS2.
Además de la típica estructura hexagonal semiconductora, existe un segundo polimorfo metálico de WSe2. Esta fase 1T-WSe2, se basa en una simetría tetragonal con una capa de WSe2 por unidad de repetición. La fase 1T-WSe2 es menos estable y transiciona a la fase 2H-WSe2. El WSe2 puede formar una estructura similar al fullereno.
El módulo de Young varía mucho en función del número de capas de una escama. Para una sola monocapa, el módulo de Young registrado es de 258,6 ± 38,3 GPa.

## Síntesis
El calentamiento de películas finas de wolframio bajo presión de selenio gaseoso y a altas temperaturas (>800 K) mediante la técnica de deposición por pulverización catódica hace que las películas cristalicen en estructuras hexagonales con la relación estequiométrica correcta.
   W + 2 Se → WSe2

## Posibles aplicaciones

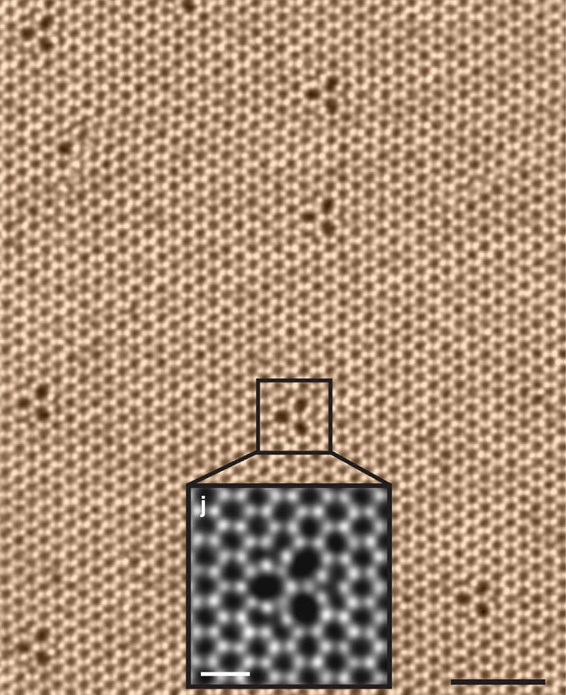
Imagen al microscopio (STEM) de WSe2 a 500 °C en la que se aprecian defectos triples

Imagen atómica de una monocapa de WSe2 que muestra simetría hexagonal y defectos triples. Barra de escala: 2 nm (0,5 nm en el recuadro).
A menudo se discuten las aplicaciones potenciales de los dicalcogenuros de metales de transición en células solares y fotónica[13] El WSe2 tiene una separación de banda óptica de ~1,35 eV con una dependencia de la temperatura de -4,6×10-4 eV/K. Los fotoelectrodos de WSe2 son estables tanto en condiciones ácidas como básicas, lo que los hace potencialmente útiles en células solares electroquímicas.
Las propiedades de las monocapas de WSe2 difieren de las del estado masivo, como es típico en los semiconductores. Las monocapas de WSe2 exfoliadas mecánicamente son materiales fotovoltaicos transparentes con propiedades LED. Las células solares resultantes pasan el 95 por ciento de la luz incidente, y una décima parte del cinco por ciento restante se convierte en energía eléctrica. El material puede cambiarse de tipo p a tipo n cambiando el voltaje de un electrodo metálico adyacente de positivo a negativo, lo que permite que los dispositivos fabricados con él tengan bandgaps sintonizables.